# California Academy of Sciences

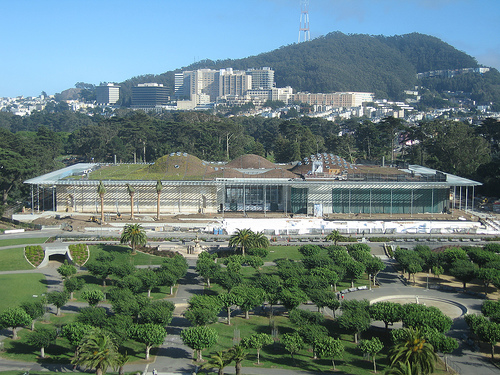
Sinds 2008 het onderkomen van de California Academy of Sciences

De California Academy of Sciences is een natuurwetenschappelijk onderzoeksinstituut en museum in San Francisco (Californië). De organisatie richt zich op onderzoek, het ontsluiten van kennis en de bescherming van de natuur. In het gebouw van de academie zijn onder meer een openbaar aquarium, een planetarium en natuurhistorische tentoonstellingen gevestigd. De collectie bestaat uit circa 20 miljoen specimens.

## Geschiedenis
Op 4 april 1853 stichtten zeven mannen in San Francisco de California Academy of Natural Sciences, de eerste wetenschappelijke academie in de Verenigde Staten. Tussen 1872 en 1890 is de in California Academy of Sciences omgedoopte organisatie gevestigd aan de Grant Avenue en de California Street. De academie werd snel een populaire bestemming voor het publiek vanwege opgezette exemplaren van de wolharige mammoet en de grizzlybeer, specimens van inheemse planten en zeldzame artefacten.
In 1891 werd de organisatie gevestigd in een nieuw onderkomen van zes verdiepingen in de Market Street. De aardbeving van San Francisco in 1906 vernietigde het gebouw en het grootste gedeelte van de collectie van de academie. In 1906 startte een expeditie naar de Galapagoseilanden. Hiermee begon de opbouw van een nieuwe collectie van de academie.
In september 1916 opende de academie een nieuw gebouw op in het Golden Gate Park in San Francisco: North American Hall. Hier groeide de academie en werden toevoegingen gedaan als het Steinhart Aquarium (1923), Simson African Hall (1934), Science Hall (1951) en het Morrison Planetarium (1952). De Loma Prieta-aardbeving van 1989 beschadigde het complex en de collectie van de California Academy of Sciences, waarna er andermaal restauratie plaats moest vinden.
In 2003 ging museumcomplex in het Golden Gate Park dicht om plaats te maken voor nieuwbouw. De California Academy of Sciences verhuisde naar een tijdelijke verblijfsplaats aan de Howard Street, waar deze geopend bleef voor het publiek. Op 27 december 2008 opende het door Renzo Piano ontworpen nieuwe onderkomen van de California Academy of Sciences in het Golden Gate Park.

## Gebouw en inrichting

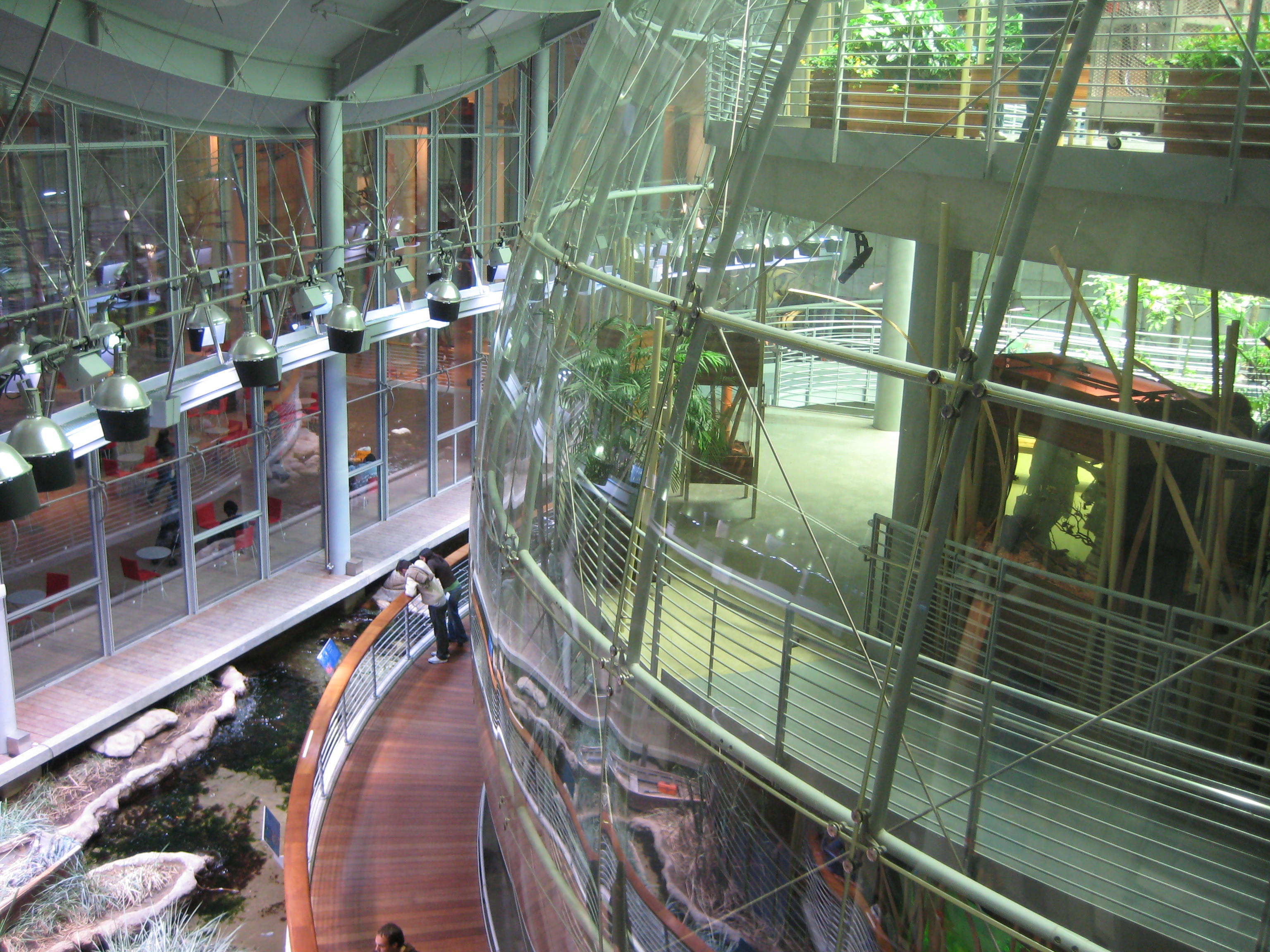
Binnen het gebouw van de California Academy of Sciences

Het nieuwe gebouw bestaat uit een enkel onderkomen met diverse attracties. Een planetarium, aquaria en een natuurhistorische tentoonstellingen maken deel uit van het complex. De California Academy of Sciences noemt zichzelf The World's Greenest Museum ('groenste museum van de wereld'). Voor de constructie is gebruik gemaakt van duurzame materialen als gerecycled staal en isolatiemateriaal waarvoor denim van gebruikte spijkerbroeken is gebruikt. Voor de energievoorziening wordt deels gebruikgemaakt van zonnepanelen. Het dak is een zogeheten groen dak (dak met planten), dat zorgt voor warmte-isolatie en grote hoeveelheden afdruipend water bij regenbuien voorkomt.
In de kelder ('lower level') en de begane grond ('level 1') bevindt zich het Philippine Coral Reef. Dit is een watertank waarin een Filipijns koraalrif is nagebootst. Er leven onder meer circa tweeduizend soorten zoutwatervissen, waaronder clownsvissen, koralen en zeepalingen. Er zijn vijf ramen waar het koraalrif onder water kan worden bekeken. Duikers met een communicatiesysteem geven informatie over het koraalrif als ecosysteem. Over een houten stellage kan door een mangrovelagune worden gelopen. Hier zwemmen onder meer haaien en roggen.
Water Planet is een tentoonstellingsruimte in de kelder met meer dan honderd aquaria. In deze aquaria leven vissen, reptielen, amfibieën en insecten en andere ongewervelden. Eens per uur gaat het licht in de aquaria uit en verandert de ruimte in een 360°-projectietheater, waarbij er een vijf minuten durende video over het belang van water wordt getoond.
Ook in de kelder is The Swamp, een nagebootst subtropisch moeras uit de zuidelijke Verenigde Staten in een tank. Hierin leven twee Amerikaanse alligators, vissen en alligatorschildpadden. Een curiositeit is de witte albino-alligator. Vlakbij leven slangen, kikkers en salamanders. Verder bevindt zich in de kelder een bassin met alligatorsnoeken (Atractosteus spatula).
De Northern California Coast is een bassin waarin het noordelijk kustwater van Californië in de Gulf of the Farallones National Marine Sanctuary wordt nagebootst. Hierin leven onder meer zeeoren, zee-egels, vissen en Enteroctopus, een geslacht van octopussen. De Discovery Tidepool is een nagebootste getijdenpoel, waarin onder meer zeesterren en heremietkreeften leven.
De ingang van het nagebootste, vier etages tellende tropische regenwoud (Rainforests of the World) bevindt zich op de begane grond. Het dak wordt gevormd door een doorzichtige koepel met een diameter van circa 27 m. De temperatuur wordt constant gehouden tussen de 27 en 30 °C. Een mistsysteem houdt de relatieve luchtvochtigheid boven de 75%. In het nagebootste regenwoud zijn diverse dieren en planten te zien die van nature voorkomen in Madagaskar, Borneo, Costa Rica en het Amazoneregenwoud. Hieronder zijn dieren als kikkers, kameleons, vogels, vleermuizen en vlinders. Planten die er worden gehouden zijn onder meer Calophyllum brasiliense, Swietenia mahagoni, Theobroma cacao, begonia's, Philodendron, orchideeën en bromelia's. Met een glazen lift is het mogelijk om af te dalen door het regenwoud naar een nagebootste ondergelopen regenwoudbodem. Een 8 m lange, doorzichtige onderwatertunnel maakt het mogelijk om meervalachtigen, piranha's, anaconda's, arowana's en arapaima's te zien.
De African Hall bevindt zich ook op de begane grond. In diorama's zijn modellen van Afrikaanse dieren als de leeuw, gorilla's, de luipaard, bavianen, de jachtluipaard en zebra's te zien. Ook zijn er echte dieren te zien als spleetschildpadden, hagedissen en een kolonie zwartvoetpinguïns.
Het museum beschikt over een Slinger van Foucault die in staat is om de draaiing van de Aarde aan te tonen. Skeletten van een blauwe vinvis en van een Tyrannosaurus rex worden in het museum getoond.
Het Planetarium bevindt zich in een koepel met een doorsnede van 21 m. Het Planetarium informeert over het heelal waarbij er gebruik wordt gemaakt van de laatste gegevens van de NASA. Er is een koepelvormig projectiescherm waarop een reis van het zonnestelsel naar de uithoeken van het heelal wordt gevisualiseerd.
Islands of Evolution toont het leven van Madagaskar en de Galapagoseilanden. Er zijn onder meer schilden van galapagosreuzenschildpadden en darwinvinken te zien. Bij Science in Action houden wetenschappers van de academie voordrachten. Er zijn multimediale overzichten van de huidige stand van de wetenschap te zien en podcasts bieden een overzicht van nieuws uit de wetenschappelijke wereld.
Early Explorers Cove is een speelruimte voor de allerjongsten. Hier zijn spelletjes met betrekking tot de natuur en kostuums te vinden. In het Research Lab kunnen door ramen stafwetenschappers aan het werk worden gezien. Daarnaast bevindt zich een opslagruimte waar een gedeelte van de circa 10 miljoen specimens kunnen worden aanschouwd.
Building Green is een tentoonstellingsruimte over duurzaam bouwen. Een gedeelte van het denim-isolatiemateriaal van het gebouw kan aangeraakt worden. Er wordt informatie over energiebesparende methoden en over de aanleg van het nieuwe gebouw gegeven.
Altered State: Climate Change in California is een tentoonstelling waarin informatie wordt gegeven over klimaatverandering in Californië en de rest van de wereld. Informatie wordt gegevens aan de hand van fossielen en andere specimens die de veranderende biodiversiteit in verband met klimaatveranderingen tonen.
Buiten het gebouw op level 1 bevinden zich de Academy Gardens. Hier groeien planten die van nature voorkomen in Californië. Er staan kunst van Maya Lin en een volière met roofvogels.
Op de eerste verdieping (level 2) bevindt zich het Forum. Hiervan maken een auditorium en een 3D-theater deel uit. Het Forum wordt gebruikt voor lezingen en voordrachten, lesprogramma’s en tijdelijke tentoonstellingen.
Op de 2e verdieping (level 3) is het Naturalist Center te vinden. Hiervan maakt een bibliotheek deel uit . Hier zijn bibliothecarissen en onderwijzers die vragen over de natuur kunnen beantwoorden. Er is de mogelijkheid om zelf specimens te onderzoeken en informatie over de natuur op te zoeken op het internet. De academie is aangesloten bij de Council on Botanical and Horticultural Libraries, een internationale organisatie van individuen, organisaties en instituten die zich bezighouden met de ontwikkeling, het onderhouden en het gebruik van bibliotheken met botanische literatuur en literatuur over tuinen.
Op de 2e verdieping bevindt zich ook de ingang van het levende dak (Living Roof). Vanuit een observatieplatform is het mogelijk om over het omliggende park te kijken. Op het levende dak groeien planten die van nature in Californië voorkomen op een oppervlakte van circa 10.000 m². De planten zorgen voor een onderkomen van vogels en vlinders die voorkomen in Californië.
De academie beschikt over een museumwinkel, waar geschenken, boeken, video’s, speelgoed en meer worden verkocht.

## Wetenschappelijk onderzoek
De California Academy of Sciences is een instituut voor wetenschappelijk onderzoek met een internationale reputatie. De organisatie richt zich op onderzoek met betrekking tot de oorsprong van het leven, evolutiebiologie, systematiek, biogeografie, ecologie, biodiversiteit en duurzaamheid. De wetenschappers van de academie zijn wereldwijd actief.
De academie heeft diverse onderzoeksafdelingen die zich bezighouden met antropologie, mariene biologie, botanie, biodiversiteit, vergelijkende genomics, entomologie, herpetologie, ichtyologie, taxonomie, zoölogie van ongewervelden en geologie en ornithologie en mammalogie. De academie beschikt over een herbarium met exemplaren van zaadplanten, mossen en korstmossen van over de hele wereld.
De academie beschikt over een bibliotheek die in 1853 is opgericht. Er zijn publicaties te vinden over systematiek en taxonomie, evolutiebiologie, biodiversiteit, biogeografie, natuurlijke historie en lokale en regionale natuur. De collectie bestaat uit boeken, tijdschriften (zowel in papieren als online edities), foto's, dia's, digitale afbeeldingen, kaarten, primair bronmateriaal en andere media.
De academie neemt sinds mei 2009 deel aan de Biodiversity Heritage Library (BHL), een samenwerkingsproject dat is gericht op het digitaliseren en via 'open access' beschikbaar stellen van literatuur met betrekking tot biodiversiteit. Daarnaast is de academie aangesloten bij de American Institute of Biological Sciences (AIBS), een wetenschappelijke associatie die zich richt op het bevorderen van biologisch onderzoek en onderwijs in de Verenigde Staten. Ook is de academie lid van de Natural Science Collections Alliance, een Amerikaanse non-profit-associatie die zich richt op de ondersteuning van natuurwetenschappelijke collecties, hun menselijke middelen, de instituten die de collecties huisvesten en hun onderzoeksactiviteiten.

## Fellows
De academie wordt vertegenwoordigd door Academy Fellows. Dit zijn wetenschappers die zich hebben bewezen vanwege noemenswaardige bijdragen aan onderzoek van de natuur. Ze worden genomineerd door collega’s en vervolgens benoemd door de Board of Trustees. Fellowship is een levenslang lidmaatschap. Onder de Academy Fellows bevinden zich wetenschappers als Frank Almeda, Dennis Breedlove, Winslow Briggs, Thomas Daniel, Paul R. Ehrlich en Peter Raven. Honorary Academy Fellows zij leden (die niet per se wetenschapper hoeven te zijn) die vanwege verdiensten aan de academie of andere buitengewone reden benoemd zijn. Hieronder bevindt zich Sherwin Carlquist.
De hoogste eer van de academie is de Fellows Medal. Deze wordt uitgereikt aan zeer prominente wetenschappers vanwege buitengewone bijdragen aan de wetenschap. Sinds 1964 wordt de Fellows Medal uitgereikt. Onder de laureaten bevinden zich Ira Loren Wiggins (1964), Peter Raven (1988), Sherwin Carlquist (1996) en Paul R. Ehrlich (2003).